# НБА в сезоні 2024–2025
Сезон НБА 2024–2025 був 79-им сезоном в Національній баскетбольній асоціації. Переможцями сезону стали «Оклахома-Сіті Тандер», які здолали у фінальній серії, яка уперше із 2016 року тривала усі сім ігор, «Індіана Пейсерз».

## Регламент змагання
Участь у сезоні брали 30 команд, розподілених між двома конференціями — Східною і Західною, кожна з яких у свою чергу складалася з трьох дивізіонів.
По ходу регулярного сезону кожна з команд-учасниць провела по 82 гри (по 41 грі на власному майданчику і на виїзді). При цьому з командами свого дивізіону проводилося по чотири гри, із шістьома командами з інших дивізіонів своєї конференції — теж по чотири гри, а з рештою чотирма командами своєї конференції — по три. Нарешті команди з різних конференцій проводили між собою по два матчі.
До раунду плей-оф напряму виходили по шість найкращих команд кожної з конференцій. Ще по два учасники плей-оф від кожної конференції визначалися за результатами раунду плей-ін, учасниками якого ставали команди, що посіли місця із 7 по 10. Плей-оф відбувався за олімпійською системою, за якою найкраща команда кожної конференції починала боротьбу проти команди, яка посіла восьме місце у тій же конференції, друга команда конференції — із сьомою, і так далі. В усіх раундах плей-оф переможець кожної пари визначався в серії ігор, яка тривала до чотирьох перемог однієї з команд.Чемпіони кожної з конференцій, що визначалися на стадії плей-оф, для визначення чемпіона НБА зустрічалися між собою у Фіналі, що складався із серії ігор до чотирьох перемог.

## Регулярний сезон
Регулярний сезон тривав з 22 жовтня 2024 по 13 квітня 2025 року, а найкращий результат по його завершенні мали «Оклахома-Сіті Тандер».

### Підсумкові таблиці за дивізіонами
| Атлантичний дивізіон          | В  | П  | %П   | Відст | Дом   | Гост  | Див | І  |
| ----------------------------- | -- | -- | ---- | ----- | ----- | ----- | --- | -- |
| y – «Бостон Селтікс»          | 61 | 21 | .744 | 0.0   | 28–13 | 33–8  | 14‍–‍2  | 82 |
| x – «Нью-Йорк Нікс»           | 51 | 31 | .622 | 10.0  | 27–14 | 24–17 | 12‍–‍4  | 82 |
| «Торонто Репторз»             | 30 | 52 | .366 | 31.0  | 18–23 | 12–29 | 8‍–‍8   | 82 |
| «Бруклін Нетс»                | 26 | 56 | .317 | 35.0  | 12–29 | 14–27 | 3‍–‍13  | 82 |
| «Філадельфія Севенті-Сіксерс» | 24 | 58 | .293 | 37.0  | 12–29 | 12–29 | 3‍–‍13  | 82 |

| Південно-Східний дивізіон | В  | П  | %П   | Відст | Дом   | Гост  | Див | І  |
| ------------------------- | -- | -- | ---- | ----- | ----- | ----- | --- | -- |
| y – «Орландо Меджик»      | 41 | 41 | .500 | 0.0   | 22–19 | 19–22 | 12‍–‍4  | 82 |
| pi – «Атланта Гокс»       | 40 | 42 | .488 | 1.0   | 21–19 | 19–23 | 10‍–‍6  | 82 |
| x – «Маямі Гіт»           | 37 | 45 | .451 | 4.0   | 19–22 | 18–23 | 10‍–‍6  | 82 |
| «Шарлотт Горнетс»         | 19 | 63 | .232 | 22.0  | 12–29 | 7–34  | 1‍–‍15  | 82 |
| «Вашингтон Візардс»       | 18 | 64 | .220 | 23.0  | 8–33  | 10–31 | 7‍–‍9   | 82 |

| Центральний дивізіон     | В  | П  | %П   | Відст | Дом   | Гост  | Див | І  |
| ------------------------ | -- | -- | ---- | ----- | ----- | ----- | --- | -- |
| c – «Клівленд Кавальєрс» | 64 | 18 | .780 | 0.0   | 34–7  | 30–11 | 12‍–‍4  | 82 |
| x – «Індіана Пейсерз»    | 50 | 32 | .610 | 14.0  | 29–12 | 21–20 | 10‍–‍6  | 82 |
| x – «Мілвокі Бакс»       | 48 | 34 | .585 | 16.0  | 28–14 | 20–20 | 9‍–‍7   | 82 |
| x – «Детройт Пістонс»    | 44 | 38 | .537 | 20.0  | 22–19 | 22–19 | 5‍–‍11  | 82 |
| pi – «Чикаго Буллз»      | 39 | 43 | .476 | 25.0  | 18–23 | 21–20 | 4‍–‍12  | 82 |

| Південно-Західний дивізіон | В  | П  | %П   | Відст | Дом   | Гост  | Див | І  |
| -------------------------- | -- | -- | ---- | ----- | ----- | ----- | --- | -- |
| y – «Х'юстон Рокетс»       | 52 | 30 | .634 | 0.0   | 29–12 | 23–18 | 13‍–‍3  | 82 |
| x – «Мемфіс Ґріззліс»      | 48 | 34 | .585 | 4.0   | 26–15 | 22–19 | 11‍–‍5  | 82 |
| pi – «Даллас Маверікс»     | 39 | 43 | .476 | 13.0  | 22–18 | 17–25 | 8‍–‍8   | 82 |
| «Сан-Антоніо Сперс»        | 34 | 48 | .415 | 18.0  | 20–21 | 14–27 | 5‍–‍11  | 82 |
| «Нью-Орлінс Пеліканс»      | 21 | 61 | .256 | 31.0  | 14–27 | 7–34  | 3‍–‍13  | 82 |

| Північно-Західний дивізіон  | В  | П  | %П   | Відст | Дом   | Гост  | Див | І  |
| --------------------------- | -- | -- | ---- | ----- | ----- | ----- | --- | -- |
| z – «Оклахома-Сіті Тандер»  | 68 | 14 | .829 | 0.0   | 36–6  | 32–8  | 12‍–‍4  | 82 |
| x – «Денвер Наггетс»        | 50 | 32 | .610 | 18.0  | 26–15 | 24–17 | 8‍–‍8   | 82 |
| x – «Міннесота Тімбервулвз» | 49 | 33 | .598 | 19.0  | 25–16 | 24–17 | 11‍–‍5  | 82 |
| «Портленд Трейл-Блейзерс»   | 36 | 46 | .439 | 32.0  | 22–19 | 14–27 | 6‍–‍10  | 82 |
| «Юта Джаз»                  | 17 | 65 | .207 | 51.0  | 10–31 | 7–34  | 3‍–‍13  | 82 |

| Тихоокеанський дивізіон     | В  | П  | %П   | Відст | Дом   | Гост  | Див | І  |
| --------------------------- | -- | -- | ---- | ----- | ----- | ----- | --- | -- |
| y – «Лос-Анджелес Лейкерс»  | 50 | 32 | .610 | 0.0   | 31–10 | 19–22 | 12‍–‍4  | 82 |
| x – «Лос-Анджелес Кліпперс» | 50 | 32 | .610 | 0.0   | 30–11 | 20–21 | 9‍–‍7   | 82 |
| x – «Голден-Стейт Ворріорс» | 48 | 34 | .585 | 2.0   | 24–17 | 24–17 | 5‍–‍11  | 82 |
| pi – «Сакраменто Кінґс»     | 40 | 42 | .488 | 10.0  | 20–21 | 20–21 | 5‍–‍11  | 82 |
| «Фінікс Санз»               | 36 | 46 | .439 | 14.0  | 24–17 | 12–29 | 9‍–‍7   | 82 |

### Підсумкові таблиці за конференціями
| Східна конференція | Східна конференція            | Східна конференція | Східна конференція | Східна конференція | Східна конференція | Східна конференція |
| #                  | Команда                       | В                  | П                  | %П                 | Відст              | І                  |
| ------------------ | ----------------------------- | ------------------ | ------------------ | ------------------ | ------------------ | ------------------ |
| 1                  | c – «Клівленд Кавальєрс» *    | 64                 | 18                 | .780               | –                  | 82                 |
| 2                  | y – «Бостон Селтікс» *        | 61                 | 21                 | .744               | 3.0                | 82                 |
| 3                  | x – «Нью-Йорк Нікс»           | 51                 | 31                 | .622               | 13.0               | 82                 |
| 4                  | x – «Індіана Пейсерз»         | 50                 | 32                 | .610               | 14.0               | 82                 |
| 5                  | x – «Мілвокі Бакс»            | 48                 | 34                 | .585               | 16.0               | 82                 |
| 6                  | x – «Детройт Пістонс»         | 44                 | 38                 | .537               | 20.0               | 82                 |
| 7                  | y – «Орландо Меджик» *        | 41                 | 41                 | .500               | 23.0               | 82                 |
| 8                  | pi – «Атланта Гокс»           | 40                 | 42                 | .488               | 24.0               | 82                 |
|                    |                               |                    |                    |                    |                    |                    |
| 9                  | pi – «Чикаго Буллз»           | 39                 | 43                 | .476               | 25.0               | 82                 |
| 10                 | x – «Маямі Гіт»               | 37                 | 45                 | .451               | 27.0               | 82                 |
| 11                 | «Торонто Репторз»             | 30                 | 52                 | .366               | 34.0               | 82                 |
| 12                 | «Бруклін Нетс»                | 26                 | 56                 | .317               | 38.0               | 82                 |
| 13                 | «Філадельфія Севенті-Сіксерс» | 24                 | 58                 | .293               | 40.0               | 82                 |
| 14                 | «Шарлотт Горнетс»             | 19                 | 63                 | .232               | 45.0               | 82                 |
| 15                 | «Вашингтон Візардс»           | 18                 | 64                 | .220               | 46.0               | 82                 |

| Західна конференція | Західна конференція          | Західна конференція | Західна конференція | Західна конференція | Західна конференція | Західна конференція |
| #                   | Команда                      | В                   | П                   | %П                  | Відст               | І                   |
| ------------------- | ---------------------------- | ------------------- | ------------------- | ------------------- | ------------------- | ------------------- |
| 1                   | z – «Оклахома-Сіті Тандер» * | 68                  | 14                  | .829                | –                   | 82                  |
| 2                   | y – «Х'юстон Рокетс» *       | 52                  | 30                  | .634                | 16.0                | 82                  |
| 3                   | y – «Лос-Анджелес Лейкерс» * | 50                  | 32                  | .610                | 18.0                | 82                  |
| 4                   | x – «Денвер Наггетс»         | 50                  | 32                  | .610                | 18.0                | 82                  |
| 5                   | x – «Лос-Анджелес Кліпперс»  | 50                  | 32                  | .610                | 18.0                | 82                  |
| 6                   | x – «Міннесота Тімбервулвз»  | 49                  | 33                  | .598                | 19.0                | 82                  |
| 7                   | x – «Голден-Стейт Ворріорс»  | 48                  | 34                  | .585                | 20.0                | 82                  |
| 8                   | x – «Мемфіс Ґріззліс»        | 48                  | 34                  | .585                | 20.0                | 82                  |
|                     |                              |                     |                     |                     |                     |                     |
| 9                   | pi – «Сакраменто Кінґс»      | 40                  | 42                  | .488                | 28.0                | 82                  |
| 10                  | pi – «Даллас Маверікс»       | 39                  | 43                  | .476                | 29.0                | 82                  |
| 11                  | «Фінікс Санз»                | 36                  | 46                  | .439                | 32.0                | 82                  |
| 12                  | «Портленд Трейл-Блейзерс»    | 36                  | 46                  | .439                | 32.0                | 82                  |
| 13                  | «Сан-Антоніо Сперс»          | 34                  | 48                  | .415                | 34.0                | 82                  |
| 14                  | «Нью-Орлінс Пеліканс»        | 21                  | 61                  | .256                | 47.0                | 82                  |
| 15                  | «Юта Джаз»                   | 17                  | 65                  | .207                | 51.0                | 82                  |

Легенда:
- z – Найкраща команда регулярного сезону НБА
- c – Найкраща команда конференції
- y – Переможець дивізіону
- x – Учасник плей-оф
- pi – Учасник плей-ін

## Плей-ін
У раунді плей-ін команди, що посіли із 7 по 10 місця у своїх конференціях за результатами регулярного чемпіонату,визначали між собою по два учасники плей-оф від кожної конференції. Турнір проводився з 15 по 18 квітня 2025 року. Команда, що посіла 7-ме місце у регулярному чемпіонаті, приймала команду, що фінішувала восьмою. Переможець цієї гри забезпечував собі участь у плей-оф як сьома команда конференції. Дев'ята команда регулярного чемпіонату приймала десяту у грі, в якій визначався учасник матчу, в якому розігрувалося восьме місце у плей-оф. Цей матч проводився проти команди, яка поступилася у грі сьомої і восьмої команд регулярної першості.

## Східна конференція
|  | Ігри плей-ін | Ігри плей-ін      | Ігри плей-ін |          |  | Гра за 8 місце | Гра за 8 місце | Гра за 8 місце |  |    | Місця у плей-оф | Місця у плей-оф | Місця у плей-оф |
|  |              |                   |              |          |  |                |                |                |  |    |                 |                 |                 |
|  | 7            | «Орландо Меджик»* | 120          |          |  |                |                |                |  |    |                 |                 |                 |
|  | 8            | «Атланта Гокс»    | 95           |          |  |                |                |                |  |    | 7               | Орландо*        | 7-ме місце      |
|  |              |                   |              |          |  | 8              | Атланта        | 114            |  | 10 | Маямі           | 8-ме місце      |                 |
|  |              | 10                | Маямі        | 123 (OT) |  |                |                |                |  |    |                 |                 |                 |
|  | 9            | «Чикаго Буллз»    | 90           |          |  |                |                |                |  |    |                 |                 |                 |
|  | 10           | «Маямі Гіт»       | 109          |          |  |                |                |                |  |    |                 |                 |                 |

Жирним наведені переможці двобою

Курсивом наведені команди-господарі гри

* Переможець дивізіону

## Західна конференція
|  | Ігри плей-ін | Ігри плей-ін            | Ігри плей-ін |     |  | Гра за 8 місце | Гра за 8 місце | Гра за 8 місце |  |   | Місця у плей-оф | Місця у плей-оф | Місця у плей-оф |
|  |              |                         |              |     |  |                |                |                |  |   |                 |                 |                 |
|  | 7            | «Голден-Стейт Ворріорс» | 121          |     |  |                |                |                |  |   |                 |                 |                 |
|  | 8            | «Мемфіс Ґріззліс»       | 116          |     |  |                |                |                |  |   | 7               | Голден-Стейт    | 7-ме місце      |
|  |              |                         |              |     |  | 8              | Мемфіс         | 120            |  | 8 | Мемфіс          | 8-ме місце      |                 |
|  |              | 10                      | Даллас       | 106 |  |                |                |                |  |   |                 |                 |                 |
|  | 9            | «Сакраменто Кінґс»      | 106          |     |  |                |                |                |  |   |                 |                 |                 |
|  | 10           | «Даллас Маверікс»       | 120          |     |  |                |                |                |  |   |                 |                 |                 |

Жирним наведені переможці двобою

Курсивом наведені команди-господарі гри

* Переможець дивізіону

## Плей-оф
Переможці пар плей-оф позначені жирним. Цифри перед назвою команди відповідають її позиції у підсумковій турнірній таблиці регулярного сезону конференції. Цифри після назви команди відповідають кількості її перемог у відповідному раунді плей-оф. Курсивом позначені команди, які мали перевагу власного майданчику (принаймі потенційно могли провести більшість ігор серії вдома).
|  | Перший раунд | Перший раунд            | Перший раунд   |   |                         | Півфінали конференції | Півфінали конференції | Півфінали конференції |    |                | Фінали конференції | Фінали конференції | Фінали конференції |  |    | Фінал НБА | Фінал НБА | Фінал НБА |
|  |              |                         |                |   |                         |                       |                       |                       |    |                |                    |                    |                    |  |    |           |           |           |
|  | E1           | «Клівленд Кавальєрс»*   | 4              |   |                         |                       |                       |                       |    |                |                    |                    |                    |  |    |           |           |           |
|  | E8           | «Маямі Гіт»             | 0              |   |                         |                       |                       |                       |    |                |                    |                    |                    |  |    |           |           |           |
|  | E8           | «Маямі Гіт»             | 0              |   | E1                      | Клівленд*             | 1                     |                       |    |                |                    |                    |                    |  |    |           |           |           |
|  |              |                         |                |   | E1                      | Клівленд*             | 1                     |                       |    |                |                    |                    |                    |  |    |           |           |           |
|  |              | E4                      | Індіана        | 4 |                         |                       |                       |                       |    |                |                    |                    |                    |  |    |           |           |           |
|  | E4           | E4                      | Індіана        | 4 | «Індіана Пейсерз»       | 4                     |                       |                       |    |                |                    |                    |                    |  |    |           |           |           |
|  | E4           |                         |                |   |                         | 4                     |                       |                       |    |                |                    |                    |                    |  |    |           |           |           |
|  | E5           | «Мілвокі Бакс»          | 1              |   |                         |                       |                       |                       |    |                |                    |                    |                    |  |    |           |           |           |
|  | E5           | «Мілвокі Бакс»          | 1              |   |                         |                       |                       |                       | E4 | Індіана        | 4                  |                    |                    |  |    |           |           |           |
|  |              |                         |                |   |                         |                       |                       |                       | E4 | Індіана        | 4                  |                    |                    |  |    |           |           |           |
|  |              | E3                      | Нью-Йорк       | 2 |                         |                       |                       |                       |    |                |                    |                    |                    |  |    |           |           |           |
|  | E3           | E3                      | Нью-Йорк       | 2 | «Нью-Йорк Нікс»         | 4                     |                       |                       |    |                |                    |                    |                    |  |    |           |           |           |
|  | E3           |                         |                |   |                         | 4                     |                       |                       |    |                |                    |                    |                    |  |    |           |           |           |
|  | E6           | «Детройт Пістонс»       | 2              |   |                         |                       |                       |                       |    |                |                    |                    |                    |  |    |           |           |           |
|  | E6           | «Детройт Пістонс»       | 2              |   | E3                      | Нью-Йорк              | 4                     |                       |    |                |                    |                    |                    |  |    |           |           |           |
|  |              |                         |                |   | E3                      | Нью-Йорк              | 4                     |                       |    |                |                    |                    |                    |  |    |           |           |           |
|  |              | E2                      | Бостон*        | 2 |                         |                       |                       |                       |    |                |                    |                    |                    |  |    |           |           |           |
|  | E2           | E2                      | Бостон*        | 2 | «Бостон Селтікс»*       | 4                     |                       |                       |    |                |                    |                    |                    |  |    |           |           |           |
|  | E2           |                         |                |   |                         | 4                     |                       |                       |    |                |                    |                    |                    |  |    |           |           |           |
|  | E7           | «Орландо Меджик»*       | 1              |   |                         |                       |                       |                       |    |                |                    |                    |                    |  |    |           |           |           |
|  | E7           | «Орландо Меджик»*       | 1              |   |                         |                       |                       |                       |    |                |                    |                    |                    |  | E4 | Індіана   | 3         |           |
|  |              |                         |                |   |                         |                       |                       |                       |    |                |                    |                    |                    |  | E4 | Індіана   | 3         |           |
|  |              | W1                      | Оклахома-Сіті* | 4 |                         |                       |                       |                       |    |                |                    |                    |                    |  |    |           |           |           |
|  | W1           | W1                      | Оклахома-Сіті* | 4 | «Оклахома-Сіті Тандер»* | 4                     |                       |                       |    |                |                    |                    |                    |  |    |           |           |           |
|  | W1           |                         |                |   | «Оклахома-Сіті Тандер»* | 4                     |                       |                       |    |                |                    |                    |                    |  |    |           |           |           |
|  | W8           | «Мемфіс Ґріззліс»       | 0              |   |                         |                       |                       |                       |    |                |                    |                    |                    |  |    |           |           |           |
|  | W8           | «Мемфіс Ґріззліс»       | 0              |   | W1                      | Оклахома-Сіті*        | 4                     |                       |    |                |                    |                    |                    |  |    |           |           |           |
|  |              |                         |                |   | W1                      | Оклахома-Сіті*        | 4                     |                       |    |                |                    |                    |                    |  |    |           |           |           |
|  |              | W4                      | Денвер         | 3 |                         |                       |                       |                       |    |                |                    |                    |                    |  |    |           |           |           |
|  | W4           | W4                      | Денвер         | 3 | «Денвер Наггетс»        | 4                     |                       |                       |    |                |                    |                    |                    |  |    |           |           |           |
|  | W4           |                         |                |   |                         | 4                     |                       |                       |    |                |                    |                    |                    |  |    |           |           |           |
|  | W5           | «Лос-Анджелес Кліпперс» | 3              |   |                         |                       |                       |                       |    |                |                    |                    |                    |  |    |           |           |           |
|  | W5           | «Лос-Анджелес Кліпперс» | 3              |   |                         |                       |                       |                       | W1 | Оклахома-Сіті* | 4                  |                    |                    |  |    |           |           |           |
|  |              |                         |                |   |                         |                       |                       |                       | W1 | Оклахома-Сіті* | 4                  |                    |                    |  |    |           |           |           |
|  |              | W6                      | Міннесота      | 1 |                         |                       |                       |                       |    |                |                    |                    |                    |  |    |           |           |           |
|  | W3           | W6                      | Міннесота      | 1 | «Лос-Анджелес Лейкерс»* | 1                     |                       |                       |    |                |                    |                    |                    |  |    |           |           |           |
|  | W3           |                         |                |   | «Лос-Анджелес Лейкерс»* | 1                     |                       |                       |    |                |                    |                    |                    |  |    |           |           |           |
|  | W6           | «Міннесота Тімбервулвз» | 4              |   |                         |                       |                       |                       |    |                |                    |                    |                    |  |    |           |           |           |
|  | W6           | «Міннесота Тімбервулвз» | 4              |   | W6                      | Міннесота             | 4                     |                       |    |                |                    |                    |                    |  |    |           |           |           |
|  |              |                         |                |   | W6                      | Міннесота             | 4                     |                       |    |                |                    |                    |                    |  |    |           |           |           |
|  |              | W7                      | Голден-Стейт   | 1 |                         |                       |                       |                       |    |                |                    |                    |                    |  |    |           |           |           |
|  | W2           | W7                      | Голден-Стейт   | 1 | «Х'юстон Рокетс»*       | 3                     |                       |                       |    |                |                    |                    |                    |  |    |           |           |           |
|  | W2           |                         |                |   | «Х'юстон Рокетс»*       | 3                     |                       |                       |    |                |                    |                    |                    |  |    |           |           |           |
|  | W7           | «Голден-Стейт Ворріорс» | 4              |   |                         |                       |                       |                       |    |                |                    |                    |                    |  |    |           |           |           |

* — переможці дивізіонів.

## Статистика

### Лідери за індивідуальними статистичними показниками
| Показник                    | Гравець                          | Команда(и)                        | Результат |
| --------------------------- | -------------------------------- | --------------------------------- | --------- |
| Очки за гру                 | Шай Гілджеус-Александер          | «Оклахома-Сіті Тандер»            | 32.7      |
| Підбирання за гру           | Домантас Сабоніс                 | «Сакраменто Кінґс»                | 13.9      |
| Передачі за гру             | Трей Янг                         | «Атланта Гокс»                    | 11.6      |
| Перехоплення за гру         | Дайсон Деніелс                   | «Атланта Гокс»                    | 3.0       |
| Блокування за гру           | Віктор Вембаньяма                | «Сан-Антоніо Сперс»               | 3.8       |
| Втрати за гру               | Трей Янг                         | «Атланта Гокс»                    | 4.7       |
| Порушення правил за гру     | Джарен Джексон Карл-Ентоні Таунс | «Мемфіс Ґріззліс» «Нью-Йорк Нікс» | 3.5       |
| Хвилини за гру              | Джош Гарт                        | «Нью-Йорк Нікс»                   | 37.6      |
| % влучань з гри             | Джарретт Аллен                   | «Клівленд Кавальєрс»              | 70.6      |
| % влучань штрафних кидків   | Стефен Каррі                     | «Голден-Стейт Ворріорс»           | 93.3      |
| % влучань триочкових        | Сет Каррі                        | «Шарлотт Горнетс»                 | 45.6      |
| Рейтинг ефективності гравця | Нікола Йокич                     | «Денвер Наггетс»                  | 42.4      |
| Дабл-дабли                  | Домантас Сабоніс                 | «Сакраменто Кінґс»                | 61        |
| Трипл-дабли                 | Нікола Йокич                     | «Денвер Наггетс»                  | 34        |

### Рекорди за гру
| Показник     | Гравець               | Команда                       | Результат  |
| ------------ | --------------------- | ----------------------------- | ---------- |
| Очки         | Нікола Йокич          | «Денвер Наггетс»              | 61         |
| Підбирання   | Домантас Сабоніс      | «Сакраменто Кінґс»            | 28         |
| Передачі     | Трей Янг              | «Атланта Гокс»                | 22         |
| Передачі     | Нікола Йокич          | «Денвер Наггетс»              | 22         |
| Перехоплення | Келлі Убре (молодший) | «Філадельфія Севенті-Сіксерс» | 8          |
| Перехоплення | Дайсон Деніелс        | «Атланта Гокс»                | 8          |
| Перехоплення | Джош Гідді            | «Чикаго Буллз»                | 8          |
| Блокування   | Віктор Вембаньяма     | «Сан-Антоніо Сперс»           | 10         |
| Триочкові    | Стефен Каррі          | «Голден-Стейт Ворріорс»       | 12 (двічі) |

### Команди-лідери за статистичними показниками
| Показник                  | Команда                | Результат |
| ------------------------- | ---------------------- | --------- |
| Очки за гру               | «Клівленд Кавальєрс»   | 121.9     |
| Підбирання за гру         | «Х'юстон Рокетс»       | 48.5      |
| Передачі за гру           | «Денвер Наггетс»       | 31.0      |
| Перехоплення за гру       | «Оклахома-Сіті Тандер» | 10.3      |
| Блокування за гру         | «Орландо Меджик»       | 6.0       |
| Втрати за гру             | «Юта Джаз»             | 17.2      |
| Порушення правил за гру   | «Торонто Репторз»      | 21.2      |
| % влучань з гри           | «Денвер Наггетс»       | 50.6      |
| % влучань штрафних кидків | «Оклахома-Сіті Тандер» | 81.9      |
| % влучань триочкових      | «Мілвокі Бакс»         | 38.7      |
| +/−                       | «Оклахома-Сіті Тандер» | +12.9     |

## Нагороди НБА

### Щорічні нагороди
| Нагорода                                                       | Лауреат(и)                                       | Фіналісти |
| -------------------------------------------------------------- | ------------------------------------------------ | --- |
| Найцінніший гравець                                            | Шай Гілджеус-Александер («Оклахома-Сіті Тандер») | Янніс Адетокумбо («Мілвокі Бакс») Нікола Йокич («Денвер Наггетс»)                                                                        |
| Найкращий захисний гравець                                     | Еван Моблі («Клівленд Кавальєрс»)                | Дайсон Деніелс («Атланта Гокс») Дреймонд Грін («Голден-Стейт Ворріорс»)                                                                  |
| Новачок року                                                   | Стефон Касл («Сан-Антоніо Сперс»)                | Закарі Різаше («Атланта Гокс») Джейлен Веллс («Мемфіс Ґріззліс»)                                                                         |
| Найкращий шостий гравець                                       | Пейтон Прітчард («Бостон Селтікс»)               | Малік Бізлі («Детройт Пістонс») Тай Джером («Клівленд Кавальєрс»)                                                                        |
| Найбільш прогресуючий гравець                                  | Дайсон Деніелс («Атланта Гокс»)                  | Кейд Каннінгем («Детройт Пістонс») Івіца Зубач («Лос-Анджелес Кліпперс»)                                                                 |
| Найкращий гравець у ключових моментах гри                      | Джейлен Брансон («Нью-Йорк Нікс»)                | Ентоні Едвардс («Міннесота Тімбервулвз») Нікола Йокич («Денвер Наггетс»)                                                                 |
| Тренер року                                                    | Кенні Аткінсон («Клівленд Кавальєрс»)            | Джей Бі Бікерстафф («Детройт Пістонс») Іме Удока («Х'юстон Рокетс»)                                                                      |
| Менеджер року                                                  | Сем Престі («Оклахома-Сіті Тандер»)              | |
| Приз за спортивну поведінку                                    | Джру Голідей («Бостон Селтікс»)                  | |
| Нагорода найкращому одноклубнику імені Тваймена-Стоукса        | Стефен Каррі («Голден-Стейт Ворріорс»)           | |
| Нагорода за допомогу громаді                                   |                                                  | |
| Лідер за соціальною справедливістю імені Каріма Абдул-Джаббара | Джру Голідей («Бостон Селтікс»)                  | Едріс Адебайо («Маямі Гіт») Гаррісон Барнс («Сан-Антоніо Сперс») Кріс Буше («Торонто Репторз») Сі Джей Макколлум («Нью-Орлінс Пеліканс») |
| NBA Hustle Award                                               | Дреймонд Грін («Голден-Стейт Ворріорс»)          | |

| - Перша збірна всіх зірок: - F Янніс Адетокумбо, «Мілвокі Бакс» - F Джейсон Тейтум, «Бостон Селтікс» - C Нікола Йокич, «Денвер Наггетс» - G Шай Гілджеус-Александер, «Оклахома-Сіті Тандер» - G Донован Мітчелл, «Клівленд Кавальєрс» | - Друга збірна всіх зірок: - F Леброн Джеймс, «Лос-Анджелес Лейкерс» - F Еван Моблі, «Клівленд Кавальєрс» - G Джейлен Брансон, «Нью-Йорк Нікс» - G Стефен Каррі, «Голден-Стейт Ворріорс» - G Ентоні Едвардс, «Міннесота Тімбервулвз» | - Третя збірна всіх зірок: - F Карл-Ентоні Таунс, «Нью-Йорк Нікс» - F Джейлен Вільямс, «Оклахома-Сіті Тандер» - G Кейд Каннінгем, «Детройт Пістонс» - G Тайріз Галібертон, «Індіана Пейсерз» - G Джеймс Гарден, «Лос-Анджелес Кліпперс» |

| - Перша збірна всіх зірок захисту: - F Дреймонд Грін, «Голден-Стейт Ворріорс» - F Амен Томпсон, «Х'юстон Рокетс» - C Еван Моблі, «Клівленд Кавальєрс» - G Дайсон Деніелс, «Атланта Гокс» - G Лугенц Дорт, «Оклахома-Сіті Тандер» | - Друга збірна всіх зірок захисту: - F Тумані Камара, «Портленд Трейл-Блейзерс» - F Джарен Джексон, «Мемфіс Ґріззліс» - F Джейлен Вільямс, «Оклахома-Сіті Тандер» - C Руді Гобер, «Міннесота Тімбервулвз» - C Івіца Зубач, «Лос-Анджелес Кліпперс» |

| - Перша збірна новачків: - Стефон Касл, «Сан-Антоніо Сперс» - Закарі Різаше, «Атланта Гокс» - Джейлен Веллс, «Мемфіс Ґріззліс» - Зак Іді, «Мемфіс Ґріззліс» - Алекс Сарр, «Вашингтон Візардс» | - Друга збірна новачків: - Матас Бузеліс, «Чикаго Буллз» - Баб Каррінгтон, «Вашингтон Візардс» - Донован Клінган, «Портленд Трейл-Блейзерс» - Келел Вейр, «Маямі Гіт» - Ів Міссі, «Нью-Орлінс Пеліканс» |

### Гравець тижня
| Тиждень                 | Східна конференція                                 | Західна конференція                                    | Ref    |
| ----------------------- | -------------------------------------------------- | ------------------------------------------------------ | ------ |
| 22–27 жовтня            | Джейсон Тейтум («Бостон Селтікс») (1/2)            | Ентоні Девіс («Лос-Анджелес Лейкерс») (1/1)            | [ 17 ] |
| 28 жовтня – 3 листопада | Донован Мітчелл («Клівленд Кавальєрс») (1/2)       | Девін Букер («Фінікс Санз») (1/1)                      | [ 18 ] |
| 4–10 листопада          | Даріус Гарленд («Клівленд Кавальєрс») (1/2)        | Нікола Йокич («Денвер Наггетс») (1/3)                  | [ 19 ] |
| 11–17 листопада         | Франц Вагнер («Орландо Меджик») (1/1)              | Деарон Фокс («Сакраменто Кінґс») (1/1)                 | [ 20 ] |
| 18–24 листопада         | Янніс Адетокумбо («Мілвокі Бакс») (1/4)            | Гаррісон Барнс («Сан-Антоніо Сперс») (1/1)             | [ 21 ] |
| 25 листопада – 1 грудня | Джейлен Брансон («Нью-Йорк Нікс») (1/2)            | Альперен Шенгюн («Х'юстон Рокетс») (1/1)               | [ 22 ] |
| 2–8 грудня              | Тайлер Хірро («Маямі Гіт») (1/1)                   | Лука Дончич («Даллас Маверікс») (1/1)                  | [ 23 ] |
| 16–22 грудня            | Кейд Каннінгем («Детройт Пістонс») (1/1)           | Віктор Вембаньяма («Сан-Антоніо Сперс») (1/1)          | [ 24 ] |
| 23–29 грудня            | Тайрез Максі («Філадельфія Севенті-Сіксерс») (1/1) | Шай Гілджеус-Александер («Оклахома-Сіті Тандер») (1/2) | [ 25 ] |
| 30 грудня – 5 січня     | Джейсон Тейтум («Бостон Селтікс») (2/2)            | Нікола Йокич («Денвер Наггетс») (2/3)                  | [ 26 ] |
| 6–12 січня              | Даріус Гарленд («Клівленд Кавальєрс») (2/2)        | Домантас Сабоніс («Сакраменто Кінґс») (1/1)            | [ 27 ] |
| 13–19 січня             | Янніс Адетокумбо («Мілвокі Бакс») (2/4)            | Джейлен Грін («Х'юстон Рокетс») (1/2)                  | [ 28 ] |
| 20–26 січня             | Скотті Барнс («Торонто Репторз») (1/1)             | Джарен Джексон («Мемфіс Ґріззліс») (1/1)               | [ 29 ] |
| 27 січня – 2 лютого     | Донован Мітчелл («Клівленд Кавальєрс») (2/2)       | Леброн Джеймс («Лос-Анджелес Лейкерс») (1/1)           | [ 30 ] |
| 3–9 лютого              | Трей Янг («Атланта Гокс») (1/2)                    | Нікола Йокич («Денвер Наггетс») (3/3)                  | [ 31 ] |
| 24 лютого – 2 березня   | Джейлен Брансон («Нью-Йорк Нікс») (2/2)            | Зак Лавін («Сакраменто Кінґс») (1/1)                   | [ 32 ] |
| 3–9 березня             | Трей Янг («Атланта Гокс») (2/2)                    | Шай Гілджеус-Александер («Оклахома-Сіті Тандер») (2/2) | [ 33 ] |
| 10–16 березня           | Кобі Вайт («Чикаго Буллз») (1/2)                   | Ентоні Едвардс («Міннесота Тімбервулвз») (1/1)         | [ 34 ] |
| 17–23 березня           | Кобі Вайт («Чикаго Буллз») (2/2)                   | Кевін Дюрант («Фінікс Санз») (1/1)                     | [ 35 ] |
| 24–30 березня           | Паоло Банкеро («Орландо Меджик») (1/1)             | Джейлен Грін («Х'юстон Рокетс») (2/2)                  | [ 36 ] |
| 31 березня – 6 квітня   | Янніс Адетокумбо («Мілвокі Бакс») (3/4)            | Каві Леонард («Лос-Анджелес Кліпперс») (1/1)           | [ 37 ] |
| 7–13 квітня             | Янніс Адетокумбо («Мілвокі Бакс») (4/4)            | Джеймс Гарден («Лос-Анджелес Кліпперс») (1/1)          | [ 38 ] |

### Гравець місяця
| Місяць           | Східна конференція                           | Західна конференція                                    | Ref    |
| ---------------- | -------------------------------------------- | ------------------------------------------------------ | ------ |
| жовтень/листопад | Джейсон Тейтум («Бостон Селтікс») (1/1)      | Шай Гілджеус-Александер («Оклахома-Сіті Тандер») (1/3) | [ 39 ] |
| грудень          | Карл-Ентоні Таунс («Нью-Йорк Нікс») (1/1)    | Шай Гілджеус-Александер («Оклахома-Сіті Тандер») (2/3) | [ 40 ] |
| січень           | Янніс Адетокумбо («Мілвокі Бакс») (1/1)      | Нікола Йокич («Денвер Наггетс») (1/1)                  | [ 41 ] |
| лютий            | Донован Мітчелл («Клівленд Кавальєрс») (1/1) | Леброн Джеймс («Лос-Анджелес Лейкерс») (1/1)           | [ 42 ] |
| березень         | Кобі Вайт («Чикаго Буллз») (1/1)             | Шай Гілджеус-Александер («Оклахома-Сіті Тандер») (3/3) | [ 43 ] |

### Новачок місяця
| Місяць           | Східна конференція                                   | Західна конференція                     | Ref    |
| ---------------- | ---------------------------------------------------- | --------------------------------------- | ------ |
| жовтень/листопад | Джаред Маккейн («Філадельфія Севенті-Сіксерс») (1/1) | Джейлен Веллс («Мемфіс Ґріззліс») (1/1) | [ 39 ] |
| грудень          | Алекс Сарр («Вашингтон Візардс») (1/1)               | Ів Міссі («Нью-Орлінс Пеліканс») (1/1)  | [ 40 ] |
| січень           | Келел Вейр («Маямі Гіт») (1/1)                       | Стефон Касл («Сан-Антоніо Сперс») (1/2) | [ 41 ] |
| лютий            | Закарі Різаше («Атланта Гокс») (1/2)                 | Айзея Коллієр («Юта Джаз») (1/1)        | [ 42 ] |
| березень         | Закарі Різаше («Атланта Гокс») (2/2)                 | Стефон Касл («Сан-Антоніо Сперс») (2/2) | [ 43 ] |

### Тренер місяця
| Місяць           | Східна конференція                           | Західна конференція                       | Ref    |
| ---------------- | -------------------------------------------- | ----------------------------------------- | ------ |
| жовтень/листопад | Кенні Аткінсон («Клівленд Кавальєрс») (1/2)  | Іме Удока («Х'юстон Рокетс») (1/2)        | [ 39 ] |
| грудень          | Кенні Аткінсон («Клівленд Кавальєрс») (2/2)  | Марк Дайно («Оклахома-Сіті Тандер») (1/3) | [ 40 ] |
| січень           | Рік Карлайл («Індіана Пейсерз») (1/1)        | Іме Удока («Х'юстон Рокетс») (2/2)        | [ 41 ] |
| лютий            | Джей Бі Бікерстафф («Детройт Пістонс») (1/1) | Марк Дайно(«Оклахома-Сіті Тандер») (2/3)  | [ 42 ] |
| березень         | Джо Мазулла («Бостон Селтікс») (1/1)         | Марк Дайно(«Оклахома-Сіті Тандер») (3/3)  | [ 43 ] |